# Grammatophyllum kinabaluense
Grammatophyllum kinabaluense är en orkidéart som beskrevs av Oakes Ames och Charles Schweinfurth. Grammatophyllum kinabaluense ingår i släktet Grammatophyllum och familjen orkidéer. Inga underarter finns listade i Catalogue of Life.